# Cephalops carinatus
Cephalops carinatus är en tvåvingeart som först beskrevs av George Henry Verrall 1901.  Cephalops carinatus ingår i släktet Cephalops och familjen ögonflugor. Arten är reproducerande i Sverige. Inga underarter finns listade i Catalogue of Life.